# Zona de gatilho quimiorreceptora
A zona de gatilho quimiorreceptora (ZGQ) é uma área da medula oblongata que recebe entradas de drogas ou hormônios transmitidos pelo sangue, e se comunica com outras estruturas no centro de vômito para iniciar o vômito. A ZGQ está localizada dentro da área postrema, que está no piso do quarto ventrículo e está fora da barreira hematoencefálica. É também parte do próprio centro de vômito. Os neurotransmissores implicados no controle de náusea e vômito incluem acetilcolina, dopamina, histamina (receptor H-1), substância P (receptor NK-1) e serotonina (receptor 5-HT3). Há também receptores opioides presentes, os quais podem estar envolvidos no mecanismo pelo qual opiáceos causam náusea e vômito. A barreira hematoencefálica não está tão desenvolvido aqui, portanto, drogas como a dopamina as quais normalmente não pode entrar no SNC ainda podem estimular a ZGQ.